# 1868
1868 (MDCCCLXVIII) a fost un an bisect al calendarului gregorian, care a început într-o zi de miercuri.

## Evenimente

### Ianuarie
- 10 ianuarie: Marea Britanie a oprit deportarea deținuților în Australia[1].
- 28 ianuarie: Prima Cameră de Comerț care a început să funcționeze a fost Camera de Comerț din București

### Aprilie
- Este fondată „Societatea Filarmonică Română”, sub conducerea lui Eduard Wachmann.

### Mai
- 15 mai: Pronunciamentul de la Blaj. S-a cerut autonomia Transilvaniei și repunerea în vigoare a legii prin care limba română a fost declarată limbă oficială în Marele Principat al Transilvaniei, alături de maghiară și germană.

### Octombrie
- 1 octombrie: Chulalongkorn îi succede tatălui său Mongkut (Rama al IV-lea) pe tronul Siamului (Thailanda), sub numele de Rama al V-lea (va domni până în 1910). El a continuat eforturile tatălui său de a moderniza statul și reușește să păstreze independența țării cu concesii teritoriale grele. A reformat justiția, a creat căi ferate, poștă și telegraf și a abolit sclavia în 1905.

### Decembrie
- 10 decembrie: La Londra, la intersecția Bridge Street cu Parliament Square, este montat primul semafor din lume: un felinar aflat în vârful unui stâlp metalic înalt de șapte metri, care, alimentat cu gaz, avea o lumină când verde când roșie. Primul semafor electric pentru reglementarea circulației pe străzi, a fost instalat în 1914, în Statele Unite, la Cleveland.
- 22 decembrie: Este inaugurată calea ferată Arad–Alba Iulia, prima linie ferată din Transilvania, care leagă Alba Iulia de Budapesta.

### Nedatate
- București: Casa Capșa deschide cofetărie și restaurant.
- Christopher L. Sholes a inventat prima mașină de scris și produsă de Remington Corp.
- Japonia: Noua capitală se mută la Tokio.

## Arte, științe, literatură și filozofie
- A avut loc, la Paris, premiera Poemei române compusă de George Enescu. Este prima sa apariție publică în calitate de compozitor (la vârsta de 16 ani).
- Édouard Manet pictează Portrait d'Emile Zola.
- Friedrich Nietzsche publică Homer und die klassische Philologie (Homer și filologia clasică).
- Fiodor Dostoievski publică Idiotul.

## Nașteri

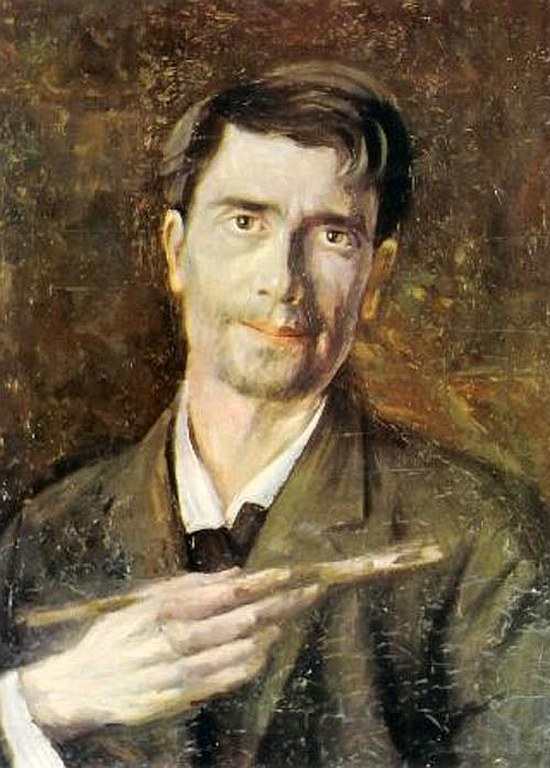
Ștefan Luchian, pictor român
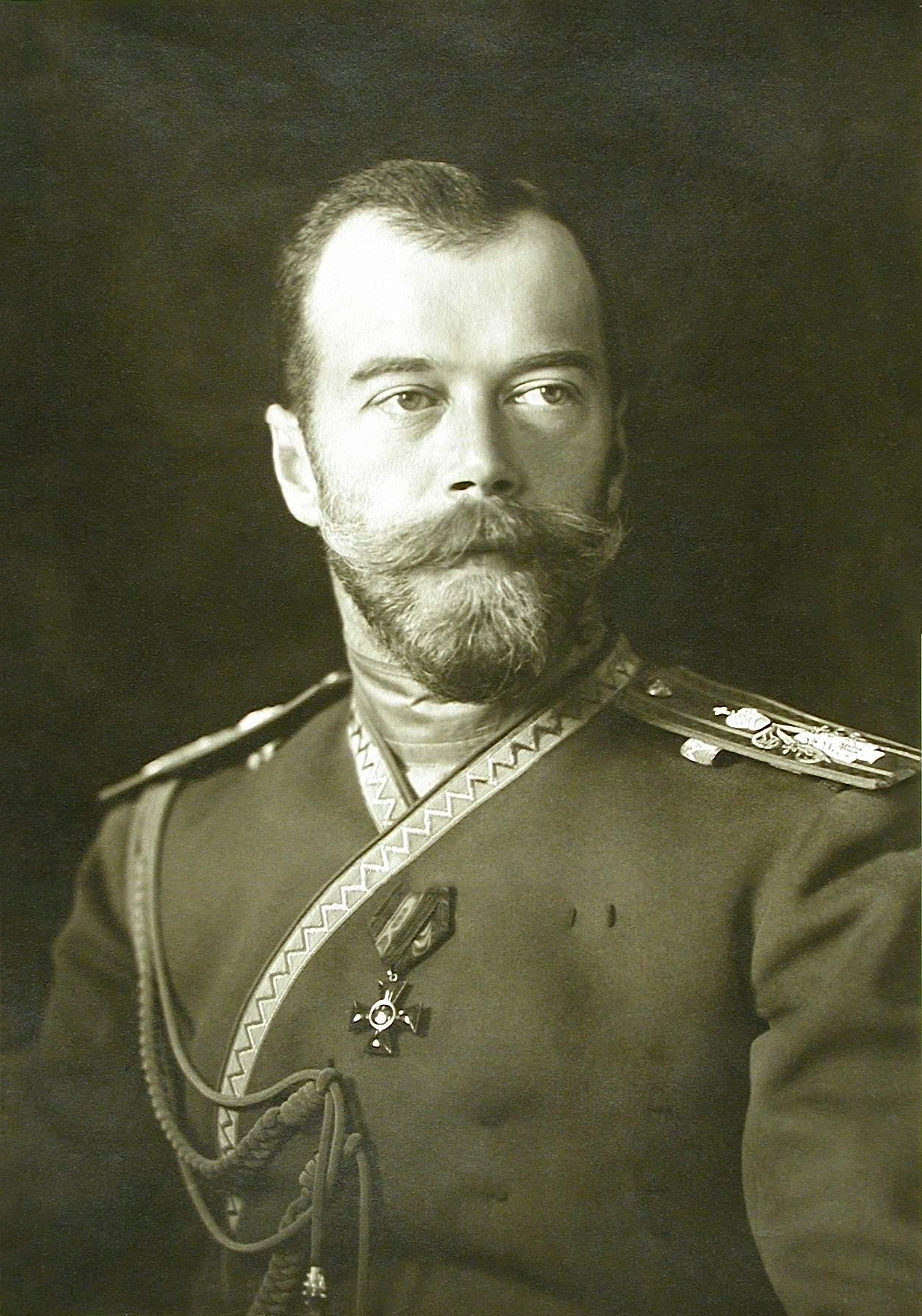
Țarul Nicolae al II-lea al Rusiei
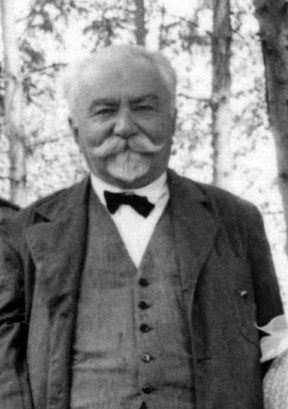
Emil Racoviță, biolog român, membru al Academiei Române, fondatorul biospeologiei, explorator al Antarcticii

- 1 februarie: Ștefan Luchian, pictor român (d. 1916)
- 1 ianuarie: George Murnu, poet român (d. 1957)
- 1 ianuarie: Al. Brătescu-Voinești, prozator român (d. 1946)
- 15 februarie: Constantin Rădulescu-Motru, filosof român, psiholog, pedagog, om politic, dramaturg, director de teatru (d. 1957)
- 22 martie: Robert Andrews Millikan, fizician american, laureat al Premiului Nobel (d. 1953)
- 28 martie: Maxim Gorki, scriitor rus (d. 1936)
- 6 mai: Țarul Nicolae al II-lea al Rusiei (d. 1918)
- 14 mai: Vladimir Hertza, jurist și om politic român (d. 1924)
- 29 iunie: George Ellery Hale, astronom american (d. 1938)
- 20 iulie: Miron Cristea (n. Elie Cristea), primul patriarh al Bisericii Ortodoxe Române (d. 1939)
- 2 august: Constantin I, rege al Greciei (1913-1922, cu intermitențe), (d. 1923)
- 18 septembrie: Jan Verkade, pictor flamand (d. 1946)
- 21 septembrie: Elena Văcărescu, scriitoare română stabilită în Franța (d. 1947)
- 16 octombrie: Simion Mehedinți, academician, geograf și geopolitician român (d. 1962)
- 15 noiembrie: Emil Racoviță, biolog român, membru al Academiei Române, fondatorul biospeologiei, explorator al Antarcticii (d. 1947)
- 20 decembrie: Arturo Alessandri y Palma, președinte al statului Chile (1920-1924), de origine italiană (d. 1950)
- 24 decembrie: Emanuel Lasker, matematician german de etnie evreiască (d. 1941)
- 27 decembrie: Edward Flatau, medic neurolog polonez (d. 1932)

## Decese
- 11 februarie: Léon Foucault, 48 ani, fizician și astronom francez (n. 1819)
- 24 august: Costache Negruzzi, 59 ani, om politic și scriitor român (n. 1808)
- 17 octombrie: Laura Secord, 93 ani, eroină canadiană a Războiului din 1812 (n. 1775)
- 13 noiembrie: Gioacchino Antonio Rossini, 76 ani, compozitor italian (n. 1792)